# Яковлева, Екатерина Егоровна
Екатерина Егоровна Яковлева (урожденная Валлериан, по первому мужу — Де-ла Мар) — российская переводчица

.

## Биография
О её детстве и отрочестве информации практически не сохранилось, да и прочие биографические сведения о ней очень скудны и отрывочны; известно лишь, что Катя Валлериан родилась в семье вице-президента Медико-хирургической академии Егора Карловича Валлериана, племянница баснописца Ивана Ивановича Хемницера, вдова поручика Русской императорской армии.
Среди прочего, в 1815 году в Санкт-Петербурге перевела с немецкого языка роман Августа Генриха Юлия Лафонтена: «Открытие острова Мадеры». Посвящен этот перевод был «вдовствующей госпоже Генерал-Лейтенантше Елизавете Павловне фон Гондович». В том же году эта же книга вышла в столице Российской империи и под другим заглавием: «Невинная и верная любовь по смерть Анюты, истинное происшествие».